# Bermuda i olympiska vinterspelen 2018
Bermuda deltog i de olympiska vinterspelen 2018 i Pyeongchang, Sydkorea, med en trupp på en atlet fördelat på en sport.
Vid invigningsceremonin bars Bermudas flagga av längdskidåkaren Tucker Murphy.